# 盛朗西
盛朗西（1901年—1974年），中国民國時期学者，早年常在《民铎》杂志撰写文章，著有《中国书院制度》、《小学课程沿革》等书。盛朗西深入研究中国古代书院制度，搜集宋元明清等历代正史资料，提出书院具有藏书、供祀、讲学的功能，为相关学术研究的定论，其著作的《中国书院制度》是在相关研究有重要影响的论述。